# Odo (Star Trek)
Odo, interpretat per René Auberjonois, és un personatge fictici de la sèrie de televisió de ciència-ficció Star Trek: Deep Space Nine. És membre d'una espècie metamorfa anomenada canviants i serveix com a cap de seguretat de l'estació espacial Espai Profund 9 en què es desenvolupa la sèrie. Intel·ligent, observador i taciturn, Odo utilitza les seves habilitats úniques al llarg de la sèrie per mantenir la seguretat a l'estació DS9 i més tard ajuda el poble bajorà i la Federació durant la Guerra del Domini contra el seu propi poble, els Fundadors.

## Visió general

### Star Trek: Deep Space Nine
La Bíblia de l'escriptor original de 1992 per a Star Trek: Deep Space Nine descrivia Odo de la següent manera:
| « | Odo, un home alienígena, rondinaire de mitjana edat i canviador de forma. En el seu estat natural és un líquid gelatinós. Era un agent de la llei bajorà a l'estació espacial sota els cardassians. La Flota Estel·lar decideix que continuï en aquest paper, ja que és extremadament expert en la Promenade i tots els que el freqüenten. La seva història és: fa 50 anys, sense record del seu passat, va ser trobat sol en una misteriosa nau espacial que va aparèixer al cinturó d'asteroides Denorios. Va ser trobat pels bajorans i va viure entre ells. Al principi era una mena d'Home Elefant, una font de curiositat i humor mentre es convertia en una cadira o un llapis. Finalment es va adonar que hauria de prendre la forma d'un humanoide per assimilar-se i funcionar en el seu entorn. Ho fa, però s'hi ressent. Com a resultat, Odo interpreta un paper excepcionalment important en el conjunt: és un personatge que explora i comenta els valors humans. Com que es veu obligat a passar per un dels nostres, el seu punt de vista sol tenir un toc cínic i crític. Però no aconsegueix encertar del tot aquesta forma humanoide, tot i que continua intentant-ho. Així que sembla una mica inacabat, en certa manera. Ha estat treballant-hi durant molt de temps. Algú li podria preguntar: Per què no prens la forma d'un home més jove? La seva resposta: Ho faria si pogués. Té la síndrome del fill adoptiu, buscant la seva pròpia identitat personal. Tot i que no sap res de la seva espècie, està segur que la justícia és una part integral del seu ésser, perquè la necessitat d'aquesta recorre cada fibra del seu cos: una memòria racial. Per això es va convertir en un home de la llei. Té un parell d'ajudants bajorans; no permet armes al Promenade, i un cop al dia ha de tornar a la seva forma gelatinosa. | » |

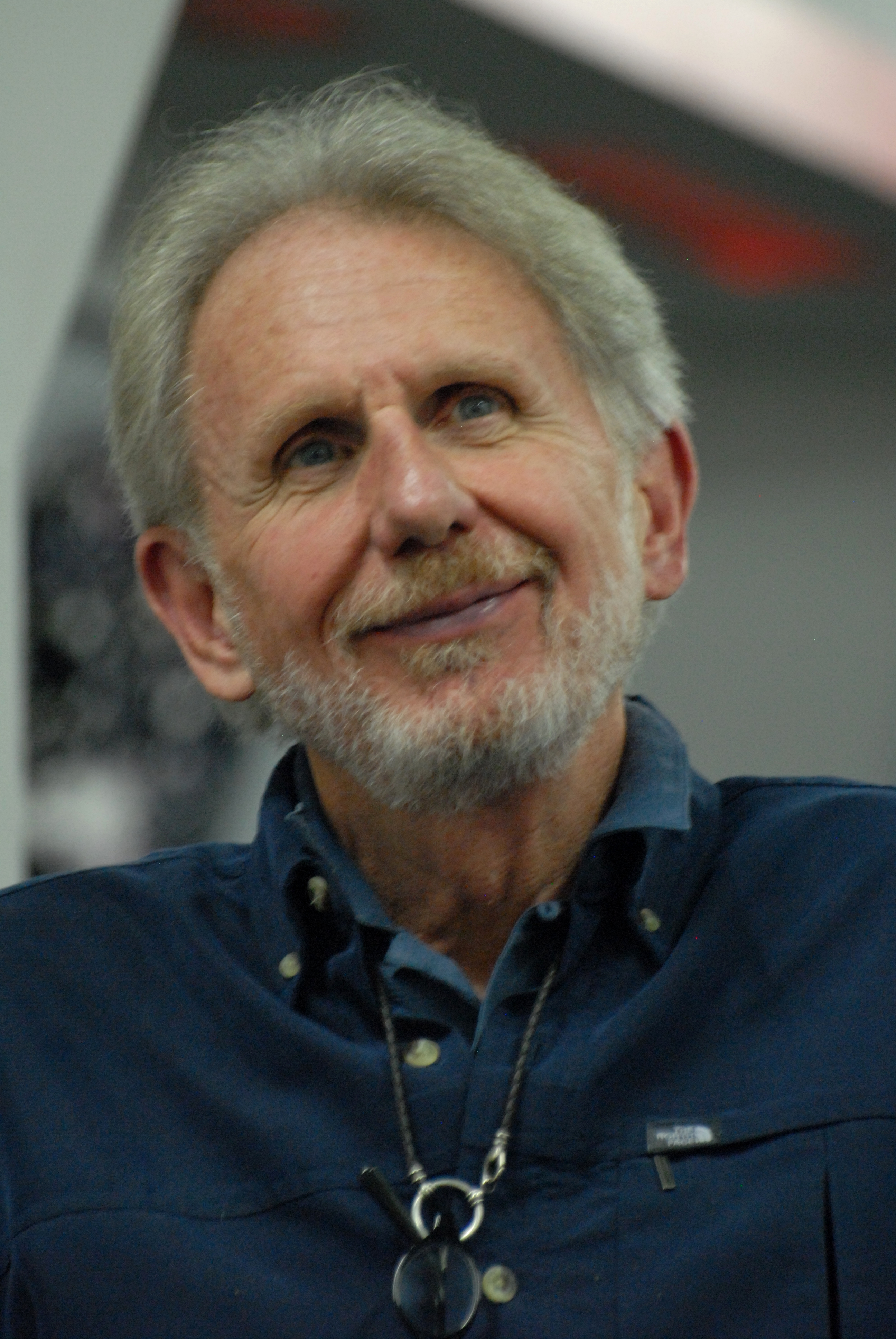
Odo va ser interpretat a Star Trek: Deep Space Nine per l'actor René Auberjonois

L'actor René Auberjonois descriu Odo com "un ésser molt informe" que "intentava donar algun tipus de forma a la seva vida". El cocreador de Star Trek: Deep Space Nine, Michael Piller, parla del paper d'Odo dins la sèrie com impulsat per la necessitat "d'un personatge que representés les tradicions de Spock i Data, l'estranger que observa la humanitat".
Més tard a la cinquena temporada, a l'episodi "Children of Time", un Odo, que ha viscut 200 anys més, li diu a la "Kira Nerys" "actual" que l'ha estimat des del moment en què va començar la seva amistat. Amb aquesta revelació, Kira i l'Odo "actual" finalment es converteixen en parella.
Segons la història de la sèrie, Odo va ser trobat a la deriva en el seu estat gelatinós natural al Cinturó Denorios, al sistema bajorà. El doctor Mora Pol el va estudiar durant set anys, sense reconèixer-lo inicialment com un ésser sensible. Mora i els seus companys científics bajorans, sense estar segurs de què era realment Odo, inicialment l'havien col·locat en un recipient de mostres que van etiquetar com a "mostra desconeguda". Això va ser traduït pels seus supervisors cardassians com a "odo'ital", que literalment significa "res". El doctor Mora es va veure obligat més tard a reconèixer la sensibilitat d'Odo quan va copiar un vas de precipitats sobre una taula de laboratori. Fins i tot després que es va fer evident que Odo era realment sensible, els científics bajorans van continuar anomenant-lo "odo'ital", com si fos un nom bajorà ("Odo Ital").
Arriba a Espai Profund 9 el 2365 i és nomenat agent àrbitre amb els bajorans. Després d'un any, Gul Dukat li encomana la solució d'un assassinat, en l'estació. Kira Nerys va ser sospitosa en aquest cas. Gul Dukat queda impressionat per la labor d'Odo i el nomena Cap de Seguretat.
Més tard, la història es va desenvolupar lentament: més de 200 anys abans, el Gran Enllaç dels Canviants (un planeta del Quadrant Gamma on hi viuen els canviants en la seva forma gelatinosa natural) havien enviat 100 nadons canviants en contenidors per tot l'univers per veure com reaccionen altres races alienígenes a la seva presència . A part d'Odo, dels enviats, se n'han comptabilitzat tres:
- Un canviant sense nom que va prendre la forma d'una clau en un medalló, que va acabar en possessió de l'agent Odo ("Vortex").
- Un canviant nadó. Comprat per Odo a Quark, Odo intenta ensenyar al nadó habilitats de canvi de forma. Tanmateix, el nadó s'està morint a causa d'una intoxicació per radiació. S'"uneix" amb Odo perquè pugui recuperar els seus poders de canvi de forma ("The Begotten").
- Laas. Amb més de 200 anys, va acabar al planeta Valara, on el nom "Laas" significa "canviable". Va marxar quan es va adonar que només estava sent tolerat i que mai seria acceptat. Va acabar a Espai Profund 9. Va matar un klíngon en defensa pròpia que anava a agredir-lo i, amb l'ajuda del major Kira, va escapar. Jura buscar pel Quadrant Alfa per trobar els altres "Cent Canviants" desapareguts com ell, per tal de crear un nou Gran Enllaç ("Chimera").

Confessa per primera vegada els seus temors i drames a la mare de la consellera Deanna Troi (Lwaxana) el 2369, quan aquests queden tancats en l'ascensor, i Lwaxana també li confessa que utilitzava perruca. Comença per aquests temps els seus primers acostaments romàntics amb Kira Nerys, però no els concreta fins a més endavant. Però malgrat això rebutja els seus sentiments i es casa amb Lwaxana en 2372, aquest casament va ser per conveniència, ja que Odo l'ajuda a escapar del seu anterior espòs Jeyal.
Té un romanç fugaç amb una dona anomenada Arissa que visita l'estació.
En 2371 Odo troba als seus parents en un planeta del Quadrant Gamma dintre de la Nebulosa d'Omarion, allí s'assabenta que és membre dels Fundadors del Domini En una batalla amb un espia canviant, Odo va acabar matant-lo i així va trencar la regla més important dels canviants (cap canviant no ha de fer mai mal a un altre). Va ser castigat sent transformat pel Gran Vincle en un "sòlid". Va recuperar els seus poders en el procés d'intentar salvar un canviant moribund. Tot i que el seu desig més profund és tornar a unir-se al Gran Vincle, és reticent a fer-ho a causa de la boja croada de la "Dona Canviant / Fundadora" per la guerra total contra tots els sòlids del Quadrant Alfa. En l'últim episodi, Odo es torna a unir al Gran Vincle, salvant-los de ser totalment destruïts  ("What You Leave Behind").
Odo s'esmenta tàcitament a la tercera temporada de Star Trek: Picard, ambientada dues dècades després de Deep Space Nine, com a persona que encara forma part del Gran Enllaç i que ha informat a Worf d'un grup rebel de canviants que planejaven un atac terrorista contra la Federació.

#### Univers Mirall
A l'univers mirall, Odo és el supervisor del complex miner de Terok Nor. És un capataç brutal sobre els esclaus terrans que hi ha allà i no tolera cap desviació de les seves estrictes normes. Se sap relativament poc d'ell, ja que ningú a l'Univers Mirall sap que el forat de cuc existeix o qui són els canviants d'Odo. Durant un accident miner, Odo comença una evacuació dels treballadors terrans del complex. Julian Bashir, aprofitant l'oportunitat per escapar, el destrueix amb un disruptor.
En aquesta realitat, Odo té el seu propi conjunt de normes anomenades "Regles d'Obediència" i cita una de les normes de la mateixa manera que l'univers principal Quark citaria les regles d'adquisició Ferengi.
Després del rodatge de l'episodi "Crossover", que va ser l'única aparició en pantalla d'Odo mirall, a l'actor René Auberjonois li va agradar tant l'uniforme de l'univers mirall que va començar a portar-lo mentre interpretava també la versió de l'univers regular d'Odo.

### No canònic

#### Novel·les
A les novel·les inicials de Deep Space Nine, Odo és succeït com a cap de seguretat per Ro Laren, que treballa per a la milícia bajorana. També va enviar un ambaixador Jem'Hadar al Quadrant Alfa per fomentar la comprensió al Domini d'altres cultures, i aviat va tornar a Espai Profund 9.
A la sèrie de novel·les Star Trek: Deep Space Nine – Millennium, es revela que Odo rarament canviava a formes més petites. com ara insectes a causa d'un bloqueig psicològic del seu entrenament original amb el Doctor Mora. La sèrie de novel·les també especula que els Fundadors van bloquejar mentalment les habilitats d'Odo per dificultar-li l'alteració de la seva cara, cosa que explica per què mai pot aconseguir cares del tot correctes, fins i tot després d'enllaçar amb altres canviants en diverses ocasions.
A la novel·la de Star Trek: Terok Nor Night of the Wolves, Odo va ser trobat en un mòdul esfèric al Cinturó Denorios per la nau cardassiana Kevalu, que estava sota el comandament de Dalin Malyn Ocett, el 2345.
A la novel·la de Star Trek: Typhon Pact Raise the Dawn, Odo va tornar al Quadrant Alfa per ajudar Sisko a investigar els informes que el Pacte Tifó, una aliança dels enemics de la Federació, ha robat la tecnologia Jem'Hadar per perfeccionar el seu propi motor de corrent quàntic, només per quedar atrapat al Quadrant Alfa quan el forat de cuc va ser aparentment destruït gràcies a l'intent de Kira d'impedir que una nau del Pacte Tifó el tornés a utilitzar. Sisko va oferir a Odo un lloc a la seva nova nau, la Robinson, però la novel·la acaba amb Odo decidint quedar-se a Bajor durant un temps per pensar què farà a continuació.

#### Videojocs
El personatge Odo, amb doblatge de René Auberjonois, també va aparèixer als videojocs d'ordinador Harbinger (1996), The Fallen (2000), i Star Trek Online (expansió de 2018).

## Recepció
El 2009, IGN va classificar Odo com el setè millor personatge de Star Trek en general. Destaquen la recerca d'identitat del personatge, fins i tot mentre lluita per mantenir l'ordre a l'estació espacial. Destaquen les seves relacions amb Sisko, Quark i Kira a l'estació, i que pot transformar-se en qualsevol forma excepte una forma humana normal. El 2016, Odo va ser classificat com el 15è personatge més important de la Flota Estel·lar i les tripulacions allistades relacionades dins de l'univers de ciència-ficció de Star Trek per la revista Wired.
El 2018, TheWrap va classificar Odo com el vuitè millor personatge principal de "Star Trek" en general, assenyalant les seves dificultats amb les lleialtats.